# تومی کاوتونن
تومی کاوتونن (فنلاندی: Tommi Kautonen؛ زادهٔ ۲۴ دسامبر ۱۹۷۱) بازیکن فوتبال و سرمربی (فوتبال) اهل فنلاند بود.
از باشگاه هایی که در آن بازی کرده‌است می‌توان به باشگاه فوتبال هاکا، باشگاه فوتبال میپا، و باشگاه فوتبال واسان پالوسئورا اشاره کرد.